# Vessem, Wintelre en Knegsel
Vessem, Wintelre en Knegsel is een voormalige Nederlandse gemeente in de provincie Noord-Brabant.
De gemeente is gesticht in 1815 door samenvoeging van de voormalige gemeenten Vessem, Wintelre en Knegsel.
De gemeente telde in 1996 5.323 inwoners en had een oppervlakte van 48,28 km².
In 1997 werd in het kader van de gemeentelijke herindeling van Noord-Brabant de gemeente opgeheven en ingedeeld in de gemeente Eersel. De gemeente bestond uit de dorpen Vessem, Wintelre en Knegsel.